# Fronte della gioventù per l'indipendenza nazionale e per la libertà
Il Fronte della gioventù per l'indipendenza nazionale e per la libertà, o Fronte della gioventù, fu la più nota ed estesa organizzazione giovanile partigiana durante la lotta di Liberazione in Italia.
Venne costituito a Milano nel gennaio 1944, in forma unitaria, dai rappresentanti dei giovani comunisti, socialisti, democratici cristiani, ai quali si unirono i giovani liberali, quelli del Partito d'Azione, repubblicani, cattolici, le ragazze dei Gruppi di Difesa della Donna (dai quali in seguito sorgerà l'UDI), i giovani del Comitato contadini.
La base ideale e programmatica fu elaborata da Eugenio Curiel, membro della direzione del Partito Comunista Italiano, che lo guidò fino alla morte.

## Storia
L'organizzazione si proponeva di convogliare le forze giovanili nella lotta di liberazione e di essere nello stesso tempo una palestra per un'educazione democratica che superasse ogni residua mentalità fascista. Il Fronte della gioventù, diceva fra l'altro il manifesto costitutivo, «è l'organizzazione di tutti i giovani italiani senza distinzione di fede religiosa o di tendenza politica [...] Organizza l'azione armata dei giovani. Promuove il reclutamento, gli aiuti finanziari e gli approvvigionamenti per le forze partigiane. Dà vita a formazioni giovanili di tipo militare che servono come ausiliarie per le informazioni, i trasporti, la vigilanza. Vuole la partecipazione dei giovani alla vita sociale e politica della nazione sotto il segno della democrazia più larga. Chiede ai giovani di conquistarsi questo diritto mostrandosi i primi nel sacrificio e nella lotta».
Le prime riunioni clandestine del Fronte della gioventù avvennero nella sacrestia della chiesa di San Carlo al Corso (Milano), con l'aiuto dei sacerdoti antifascisti Camillo De Piaz e David Maria Turoldo, che in precedenza si erano adoperati per mettere in contatto Curiel col movimento giovanile democristiano.
Da Milano il Fronte si estese poi a tutte le regioni ancora soggette all'occupazione nazifascista.
Nell'estate del 1944 numerosi nuclei sorgevano nelle fabbriche, nelle scuole, nelle università, nei quartieri cittadini e nei villaggi, mentre sulle montagne si costituivano alcune brigate partigiane composte esclusivamente di giovani.
Anche nel settore della stampa clandestina il Fronte era presente, pubblicando il periodico Fronte della Gioventù a Milano, e altri con lo stesso titolo a Domodossola (durante la "Repubblica dell'Ossola") e in altre zone libere.
Un prospetto degli aderenti al Fronte della Gioventù dava nel gennaio 1945 le cifre di 3 800 organizzati in Piemonte, 2 100 in Liguria, 2 700 in Lombardia, 3 000 in Emilia.
Il 24 febbraio 1945 Curiel, riconosciuto da un delatore, si diede alla fuga ma fu colpito a morte da una scarica di mitra esplosa dai fascisti a Milano, in piazzale Baracca. Padre Camillo De Piaz, circondato da gruppi del Fronte, celebrò nella chiesa di San Carlo una messa in suffragio.
L'unità tra i giovani dei partiti antifascisti, realizzatasi durante la guerra di Liberazione, non resse alla nuova situazione determinatasi nel dopoguerra, nella quale ogni partito riprese la piena libertà d'azione.
La preponderanza e il maggior attivismo dei giovani aderenti al Partito Comunista finirono infatti con il dare all'organizzazione una linea politica molto vicina a quella del PCI.
Per cui tra il 1945 e il 1946 gli altri movimenti giovanili, ad eccezione di quello socialista, ritirarono la propria adesione.
Nel 1947 il Fronte della Gioventù cessò praticamente di esistere.

## I Caduti

### Via Botticelli 19

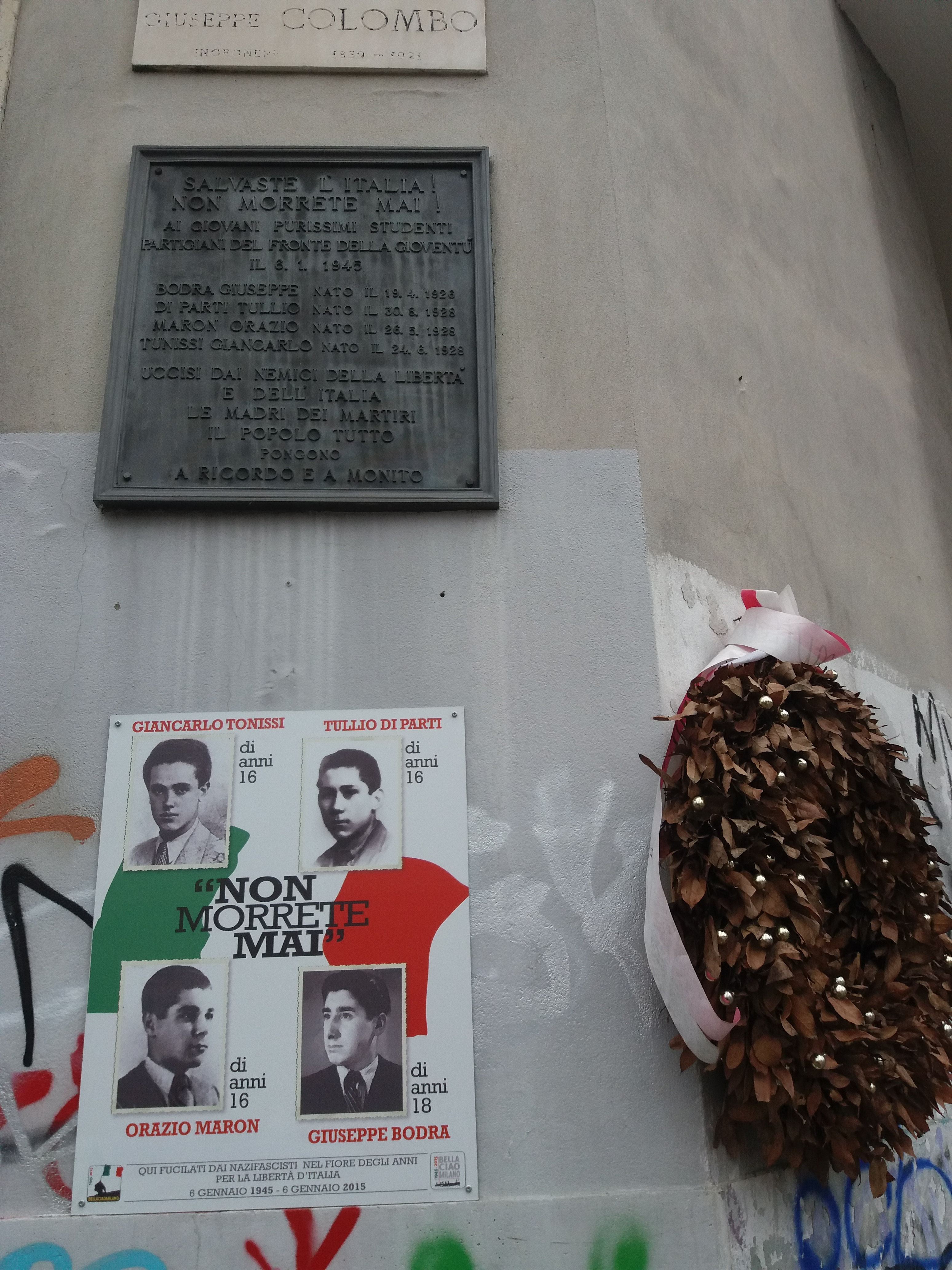
Lapide in via Colombo angolo via Botticelli 19

Il 5 gennaio 1945 quattro membri del Fronte della Gioventù tra i 16 e i 18 anni di età vennero arrestati a Milano durante un lancio di volantini al Cinema Pace in corso Buenos Aires 37 (dove attualmente c'è l'UPIM). Furono torturati e all'alba del 6 gennaio 1945 la polizia azzurra con sede all'Aeronautica in piazza Novelli li fucilò all'angolo di via Botticelli 19 (attualmente piazza Occhialini) con via Colombo. Una lapide è stata posta sull'ex Istituto Rizzoli di Arti Grafiche, costruito dopo la guerra nel 1951.
I fucilati furono:
- Giuseppe Bodra, nato a Milano il 19 aprile 1926, studente, appartenente alla 120ª Brigata Garibaldi Sap
- Tullio Di Parti, nato a Milano il 30 agosto 1928, studente, appartenente alla 120ª Brigata Garibaldi Sap
- Orazio Maron, nato a Milano il 26 maggio 1928, impiegato ATM, appartenente alla 10ª Brigata Matteotti. Una lapide lo ricorda anche nel deposito ATM di via Teodosio.
- Giancarlo Tonissi, nato a Milano il 24 giugno 1928, studente, appartenente alla 120ª Brigata Garibaldi Sap. Una lapide lo ricorda anche sulla casa in cui abitava in via Nullo 12.

I corpi dei fucilati sono tumulati al cimitero Maggiore (Musocco) di Milano, nel campo 64.

## Decorati
- Dolfino Ortolan